# Новоахтырка
Новоахтырка (укр. Новоохтирка) — село, относится к Новоайдарскому району Луганской области Украины.
Население по переписи 2001 года составляло 948 человек. Почтовый индекс — 93530. Телефонный код — 6445. Занимает площадь 2,48 км².

## Местный совет
93530, Луганська обл., Новоайдарський р-н, с. Новоохтирка, вул. Радянська, 27в  (укр.)